# Bjarne Hartung Kirkegaard
Bjarne Hartung Kirkegaard (født 27. marts 1954 i Gladsaxe) er en dansk journalist og politiker. Han har repræsenteret Kristendemokraterne i Bornholms amtsråd 1986-2002, i Regionsrådet 2003-2006 og fra 2007 i Kommunalbestyrelsen. Han er opstillet til Folketinget i Sjællands Storkreds
I oktober 2008 blev han partiets landsformand.
Kirkegaard er uddannet pædagog, men har siden 1987 arbejdet som journalist ved Bornholms Tidende. Han er desuden formand for Indre Mission i Allinge-Tejn og tilknyttet KFUM. I 1994, 1999 og 2004 var han opstillet til valget til Europa-Parlamentet. Han var medlem af Bornholms Amtsråd fra 1986, og ved etableringen af Bornholms Regionskommune i 2003 blev han valgt til det nye regionsråd (fra 2007 benævnt kommunalbestyrelse grundet etableringen af regionerne som erstatning for amterne). I kommunalbestyrelsen på Bornholm er han medlem af Økonomi- og Erhvervsudvalget. 
Kirkegaard blev efter urafstemning valgt til formand på partiets landsmøde 25. oktober 2008 efter udbredt utilfredshed med den hidtidige formand Bodil Kornbeks politiske linje, der ikke havde sikret partiet fremgang.